# Tour de France 2015/17. Etappe
Die 17. Etappe der Tour de France 2015 fand am 22. Juli 2015, einen Tag nach dem zweiten Ruhetag, statt. Sie führte von Digne-les-Bains über 161 Kilometer nach Pra-Loup. Es gab insgesamt fünf Bergwertungen, davon zwei der dritten Kategorie, zwei der zweiten Kategorie sowie eine der ersten Kategorie. Die vierte von fünf Bergwertungen war mit dem Col d’Allos eine Bergwertung der ersten Kategorie. Der Radfahrer, der diesen Gipfel zuerst erreichte, erhielt das mit 5000 Euro dotierte Souvenir Henri Desgrange, da dies der höchste Punkt der Tour 2015 war. Die Etappenankunft in Pra-Loup war dabei eine Bergankunft der zweiten Kategorie. Außerdem gab es einen Zwischensprint nach 111 Kilometern in Beauvezer. Die 17. Etappe zählte als Hochgebirgsetappe. Es gingen 168 Fahrer an den Start.

## Rennverlauf
Nach dem Etappenstart gab es mehrere Attacken und kurzzeitig agierende Fluchtgruppen, die sich aber nicht absetzen konnten. Zwischendurch attackierte sogar der in der Gesamtwertung zweitplatzierte Nairo Quintana und fuhr in einer Spitzengruppe, die aber schnell wieder eingeholt wurde. An der ersten Bergwertung der dritten Kategorie fiel Tejay van Garderen krankheitsbedingt zurück, die übrigen Favoriten fuhren in einer etwa 50-köpfigen Gruppe vorn. Vor der zweiten Bergwertung konnte sich dann eine Spitzengruppe bilden, die aus 28 Fahrern bestand. Sie hatte auf dem Berg etwa zwei Minuten Vorsprung auf die erste Favoritengruppe. Die in der Fluchtgruppe vertretenen Fahrer waren (alphabetisch geordnet nach Mannschaften):
- Ag2r La Mondiale: Jan Bakelants, Mickaël Chérel,
- Astana: Tanel Kangert,
- Cannondale-Garmin: Andrew Talansky, Ryder Hesjedal,
- Cofidis: Nicolas Edet,
- Etixx-Quick Step: Rigoberto Urán,
- Europcar: Perrig Quéméneur,
- FDJ: Thibaut Pinot, Benoît Vaugrenard,
- Giant-Alpecin: John Degenkolb, Simon Geschke,
- IAM: Mathias Frank,
- Katusha: Alberto Losada,
- Lampre-Merida: Kristijan Đurasek, Rafael Valls,
- Lotto NL-Jumbo: Steven Kruijswijk,
- Movistar: Jonathan Castroviejo, José Herrada, Gorka Izagirre,
- MTN-Qhubeka: Merhawi Kudus, Serge Pauwels, Daniel Teklehaimanot,
- Orica GreenEdge: Adam Yates,
- Sky: Richie Porte, Nicolas Roche,
- Tinkoff-Saxo: Rafał Majka und Peter Sagan.

Im Anstieg zum Col de la Colle-Saint-Michel (zweite Kategorie) attackierte Alberto Contador, später schloss auch Alejandro Valverde zu ihm auf. Beide wurden aber von der Sky-Mannschaft wieder eingeholt. Tejay van Garderen musste wegen seiner Erkrankung die Tour als Drittplatzierter aufgeben. Tony Gallopin fiel wie schon während der letzten Etappe zurück. Michael Rogers, Adriano Malori und Jan Bárta fuhren aus dem Feld heraus und machten sich auf die Verfolgung der Spitzengruppe, die dem Zwischensprint entgegenfuhr. Sie hatte 3:30 Minuten Vorsprung auf das Feld und 2:30 Minuten Vorsprung auf die drei Verfolger. Den Sprint gewann Vaugrenard vor Degenkolb und Sagan.
Kurz nach der Zwischenwertung konnte sich Simon Geschke absetzen und schnell einen Vorsprung auf die übrigen Ausreißer herausfahren. Er befand sich nun schon im Anstieg zum Col d’Allos. Die ehemalige Spitzengruppe zerfiel am Anstieg, wovon Geschke profitierte und seinen Vorsprung weiter ausbauen konnte. Aus der Verfolgergruppe fuhren nun Mathias Frank, Steven Kruijswijk, Adam Yates, Thibaut Pinot und Andrew Talansky heraus und versuchten, Geschke einzuholen. Dieser überquerte den Col d’Allos als Erster und gewann damit das Souvenir Henri Desgrange und somit eine Geldprämie in Höhe von 5000 Euro. Direkter Verfolger von Geschke war Pinot, der als Zweiter mit rund einer Minute Rückstand am Gipfel ankam, aber in der Abfahrt mit dem Pedal den Asphalt berührte und stürzte. Weiter hinten waren nur noch acht Klassementfahrer in der vorderen Gruppe: Vincenzo Nibali, Robert Gesink, Alejandro Valverde, Nairo Quintana, Alberto Contador, Geraint Thomas, Michele Scarponi und Chris Froome. Sie lagen über neun Minuten hinter Geschke. Es attackierten Nibali und Quintana, nur Froome und Valverde konnten folgen. Alberto Contador hatte nach einem Sturz einen Defekt und musste das Rad von Peter Sagan übernehmen, verlor damit deutlich Zeit auf die übrigen Fahrer.
Im Schlussanstieg nach Pra-Loup lag Simon Geschke etwa 50 Sekunden vor Andrew Talansky, der an Pinot vorbeigefahren war. Geschke konnte diesen Vorsprung ins Ziel bringen und gewann die Etappe damit vor Talansky und Rigoberto Urán. Nairo Quintana und Chris Froome attackierten sich zum Schluss mehrmals gegenseitig, die übrigen Klassementfahrer konnten ihnen nicht mehr folgen. Alberto Contador kam mit über zwei Minuten Rückstand auf Froome ins Ziel.

## Punktewertungen
| Zwischensprint in Beauvezer nach 111 km auf 1156 m |                        |                            |         |
| 1.                                                 | Frankreich             | Benoît Vaugrenard (FDJ)    | 20 Pkt. |
| 2.                                                 | Deutschland            | John Degenkolb (TGA)       | 17 Pkt. |
| 3.                                                 | Slowakei               | Peter Sagan (TCS)          | 15 Pkt. |
| 4.                                                 | Deutschland            | Simon Geschke (TGA)        | 13 Pkt. |
| 5.                                                 | Schweiz                | Mathias Frank (IAM)        | 11 Pkt. |
| 6.                                                 | Kroatien               | Kristijan Đurasek (LAM)    | 10 Pkt. |
| 7.                                                 | Frankreich             | Thibaut Pinot (FDJ)        | 9 Pkt.  |
| 8.                                                 | Eritrea                | Daniel Teklehaimanot (MTN) | 8 Pkt.  |
| 9.                                                 | Eritrea                | Merhawi Kudus (MTN)        | 7 Pkt.  |
| 10.                                                | Spanien                | Gorka Izagirre (MOV)       | 6 Pkt.  |
| 11.                                                | Frankreich             | Nicolas Edet (COF)         | 5 Pkt.  |
| 12.                                                | Polen                  | Rafał Majka (TCS)          | 4 Pkt.  |
| 13.                                                | Australien             | Richie Porte (SKY)         | 3 Pkt.  |
| 14.                                                | Vereinigtes Konigreich | Adam Yates (OGE)           | 2 Pkt.  |
| 15.                                                | Irland                 | Nicolas Roche (SKY)        | 1 Pkt.  |

| Etappenziel in Pra-Loup nach 161 km auf 1620 m |                        |                            |         |
| 1.                                             | Deutschland            | Simon Geschke (TGA)        | 20 Pkt. |
| 2.                                             | Vereinigte Staaten     | Andrew Talansky (TCG)      | 17 Pkt. |
| 3.                                             | Kolumbien              | Rigoberto Urán (EQS)       | 15 Pkt. |
| 4.                                             | Frankreich             | Thibaut Pinot (FDJ)        | 13 Pkt. |
| 5.                                             | Schweiz                | Mathias Frank (IAM)        | 11 Pkt. |
| 6.                                             | Niederlande            | Steven Kruijswijk (TLJ)    | 10 Pkt. |
| 7.                                             | Irland                 | Nicolas Roche (SKY)        | 9 Pkt.  |
| 8.                                             | Spanien                | Jonathan Castroviejo (MOV) | 8 Pkt.  |
| 9.                                             | Belgien                | Serge Pauwels (MTN)        | 7 Pkt.  |
| 10.                                            | Vereinigtes Konigreich | Adam Yates (OGE)           | 6 Pkt.  |
| 11.                                            | Belgien                | Jan Bakelants (ALM)        | 5 Pkt.  |
| 12.                                            | Eritrea                | Daniel Teklehaimanot (MTN) | 4 Pkt.  |
| 13.                                            | Polen                  | Rafał Majka (TCS)          | 3 Pkt.  |
| 14.                                            | Eritrea                | Merhawi Kudus (MTN)        | 2 Pkt.  |
| 15.                                            | Kanada                 | Ryder Hesjedal (TCG)       | 1 Pkt.  |

## Bergwertungen
| Col des Lèques Kategorie 3 nach 40 km auf 1148 m 6,0 km bei 5,3 % |          |                         |        |
| 1.                                                                | Polen    | Rafał Majka (TCS)       | 2 Pkt. |
| 2.                                                                | Kroatien | Kristijan Đurasek (LAM) | 1 Pkt. |

| Col de Toutes Aures Kategorie 3 nach 67 km auf 1124 m 6,1 km bei 3,1 % |         |                            |        |
| 1.                                                                     | Belgien | Serge Pauwels (MTN)        | 2 Pkt. |
| 2.                                                                     | Eritrea | Daniel Teklehaimanot (MTN) | 1 Pkt. |

| Col de la Colle-Saint-Michel Kategorie 2 nach 96 km auf 1431 m 11,0 km bei 5,2 % |             |                         |        |
| 1.                                                                               | Belgien     | Serge Pauwels (MTN)     | 5 Pkt. |
| 2.                                                                               | Spanien     | José Herrada (MOV)      | 3 Pkt. |
| 3.                                                                               | Kroatien    | Kristijan Đurasek (LAM) | 2 Pkt. |
| 4.                                                                               | Deutschland | John Degenkolb (TGA)    | 1 Pkt. |

| Col d’Allos Kategorie 1 nach 139 km auf 2250 m 14,0 km bei 5,5 % |                        |                         |         |
| 1.                                                               | Deutschland            | Simon Geschke (TGA)     | 10 Pkt. |
| 2.                                                               | Frankreich             | Thibaut Pinot (FDJ)     | 8 Pkt.  |
| 3.                                                               | Vereinigte Staaten     | Andrew Talansky (TCG)   | 6 Pkt.  |
| 4.                                                               | Schweiz                | Mathias Frank (IAM)     | 4 Pkt.  |
| 5.                                                               | Niederlande            | Steven Kruijswijk (TLJ) | 2 Pkt.  |
| 6.                                                               | Vereinigtes Konigreich | Adam Yates (OGE)        | 1 Pkt.  |

| Pra-Loup Kategorie 2 nach 161 km auf 1620 m 6,2 km bei 6,5 % |                    |                       |         |
| 1.                                                           | Deutschland        | Simon Geschke (TGA)   | 10 Pkt. |
| 2.                                                           | Vereinigte Staaten | Andrew Talansky (TCG) | 6 Pkt.  |
| 3.                                                           | Kolumbien          | Rigoberto Urán (EQS)  | 4 Pkt.  |
| 4.                                                           | Frankreich         | Thibaut Pinot (FDJ)   | 2 Pkt.  |

## Auszeichnung
- Souvenir Henri Desgrange (5000 Euro) auf dem Col d’Allos auf 2250 m (höchster Punkt der Tour 2015):  Simon Geschke (TGA)

## Aufgaben
- Laurent Didier (TFR): nicht zur Etappe angetreten (Krankheit[1])
- Sam Bennett (BOA): Aufgabe während der Etappe (Krankheit[1])
- Jérôme Coppel (IAM): Aufgabe während der Etappe (Krankheit[1])
- Tejay van Garderen (BMC): Aufgabe während der Etappe (Krankheit[1])
- Nathan Haas (TCG): Aufgabe während der Etappe (Krankheit[2])
- Michał Kwiatkowski (EQS): Aufgabe während der Etappe (Erschöpfung[1])